# Chặng đua MotoGP Catalunya
Chặng đua MotoGP Catalunya (tên chính thức Gran Premi de Catalunya) là một chặng đua thuộc giải đua xe MotoGP được tổ chức hàng năm (tính đến năm 2024) ở trường đua Barcelona-Catalunya, Tây Ban Nha. Chặng đua này bao gồm bốn thể thức là MotoGP, Moto2, Moto3 và MotoE.

## Lịch sử
Chặng đua lần đầu được tổ chức hồi năm 1996 và được tổ chức liên tục cho đến nay (2024). Tay đua chiến thắng nhiều nhất là Valentino Rossi với tổng cộng 10 lần.
Năm 2016: Tay đua Luis Salom tử nạn ở buổi đua thử thể thức Moto2.
Năm 2019: Anh em nhà Marquez là Marc Marquez (thể thức MotoGP) và Alex Marquez (thể thức Moto2) cùng nhau giành chiến thắng.
Năm 2020: Fabio Quartararo chiến thắng thể thức MotoGP
Năm 2021: Miguel Oliveira chiến thắng thể thức MotoGP, Fabio Quartararo bị phạt vì lỗi trang phục thi đấu.

## Kết quả theo năm
(Chặng đua luôn được tổ chức ở trường đua Circuit de Barcelona-Catalunya)
| Năm  | MotoE       | MotoE    | Moto3         | Moto3   | Moto2        | Moto2 | MotoGP          | MotoGP | Chi tiết |
| Năm  | Tay đua     | Xe       | Tay đua       | Xe      | Tay đua      | Xe    | Tay đua         | Xe     | Chi tiết |
| ---- | ----------- | -------- | ------------- | ------- | ------------ | ----- | --------------- | ------ | -------- |
| 2021 | Miquel Pons | Energica | Sergio García | Gas Gas | Remy Gardner | Kalex | Miguel Oliveira | KTM    | Chi tiết |

| Năm  | Moto3             | Moto3     | Moto2            | Moto2    | MotoGP             | MotoGP | Chi tiết |
| Năm  | Tay đua           | Xe        | Tay đua          | Xe       | Tay đua            | Xe     | Chi tiết |
| ---- | ----------------- | --------- | ---------------- | -------- | ------------------ | ------ | -------- |
| 2022 | Izan Guevara      | Gas Gas   | Celestino Vietti | Kalex    | Fabio Quartararo   | Yamaha | Chi tiết |
| 2020 | Darryn Binder     | KTM       | Luca Marini      | Kalex    | Fabio Quartararo   | Yamaha | Chi tiết |
| 2019 | Marcos Ramírez    | Honda     | Álex Márquez     | Kalex    | Marc Márquez       | Honda  | Report   |
| 2018 | Enea Bastianini   | Honda     | Fabio Quartararo | Speed Up | Jorge Lorenzo      | Ducati | Report   |
| 2017 | Joan Mir          | Honda     | Álex Márquez     | Kalex    | Andrea Dovizioso   | Ducati | Report   |
| 2016 | Jorge Navarro     | Honda     | Johann Zarco     | Kalex    | Valentino Rossi    | Yamaha | Report   |
| 2015 | Danny Kent        | Honda     | Johann Zarco     | Kalex    | Jorge Lorenzo      | Yamaha | Report   |
| 2014 | Álex Márquez      | Honda     | Esteve Rabat     | Kalex    | Marc Márquez       | Honda  | Report   |
| 2013 | Luis Salom        | KTM       | Pol Espargaró    | Kalex    | Jorge Lorenzo      | Yamaha | Report   |
| 2012 | Maverick Viñales  | FTR Honda | Andrea Iannone   | Speed Up | Jorge Lorenzo      | Yamaha | Report   |
| Năm  | 125cc             | 125cc     | Moto2            | Moto2    | MotoGP             | MotoGP | Chi tiết |
| Năm  | Tay đua           | Xe        | Tay đua          | Xe       | Tay đua            | Xe     | Chi tiết |
| 2011 | Nicolás Terol     | Aprilia   | Stefan Bradl     | Kalex    | Casey Stoner       | Honda  | Report   |
| 2010 | Marc Márquez      | Derbi     | Yuki Takahashi   | Tech 3   | Jorge Lorenzo      | Yamaha | Report   |
| Năm  | 125cc             | 125cc     | 250cc            | 250cc    | MotoGP             | MotoGP | Chi tiết |
| Năm  | Tay đua           | Xe        | Tay đua          | Xe       | Tay đua            | Xe     | Chi tiết |
| 2009 | Andrea Iannone    | Aprilia   | Álvaro Bautista  | Aprilia  | Valentino Rossi    | Yamaha | Report   |
| 2008 | Mike Di Meglio    | Derbi     | Marco Simoncelli | Gilera   | Dani Pedrosa       | Honda  | Report   |
| 2007 | Tomoyoshi Koyama  | KTM       | Jorge Lorenzo    | Aprilia  | Casey Stoner       | Ducati | Report   |
| 2006 | Álvaro Bautista   | Aprilia   | Andrea Dovizioso | Honda    | Valentino Rossi    | Yamaha | Report   |
| 2005 | Mattia Pasini     | Aprilia   | Dani Pedrosa     | Honda    | Valentino Rossi    | Yamaha | Report   |
| 2004 | Héctor Barberá    | Aprilia   | Randy de Puniet  | Aprilia  | Valentino Rossi    | Yamaha | Report   |
| 2003 | Dani Pedrosa      | Honda     | Randy de Puniet  | Aprilia  | Loris Capirossi    | Ducati | Report   |
| 2002 | Manuel Poggiali   | Gilera    | Marco Melandri   | Aprilia  | Valentino Rossi    | Honda  | Report   |
| Năm  | 125cc             | 125cc     | 250cc            | 250cc    | 500cc              | 500cc  | Chi tiết |
| Năm  | Tay đua           | Xe        | Tay đua          | Xe       | Tay đua            | Xe     | Chi tiết |
| 2001 | Lucio Cecchinello | Aprilia   | Daijiro Kato     | Honda    | Valentino Rossi    | Honda  | Report   |
| 2000 | Simone Sanna      | Aprilia   | Olivier Jacque   | Yamaha   | Kenny Roberts, Jr. | Suzuki | Report   |
| 1999 | Arnaud Vincent    | Aprilia   | Valentino Rossi  | Aprilia  | Àlex Crivillé      | Honda  | Report   |
| 1998 | Tomomi Manako     | Honda     | Valentino Rossi  | Aprilia  | Mick Doohan        | Honda  | Report   |
| 1997 | Valentino Rossi   | Aprilia   | Ralf Waldmann    | Honda    | Mick Doohan        | Honda  | Report   |
| 1996 | Tomomi Manako     | Honda     | Max Biaggi       | Aprilia  | Carlos Checa       | Honda  | Report   |